# Silkstone, South Yorkshire
Silkstone är en ort och civil parish  i Storbritannien.   Den ligger i distriktet Barnsley i South Yorkshire i riksdelen England, i den centrala delen av landet, 250 km norr om huvudstaden London. Silkstone ligger 114 meter över havet och antalet invånare är 1 823.
Terrängen runt Silkstone är lite kuperad. Runt Silkstone är det mycket tätbefolkat, med 1 361 invånare per kvadratkilometer. Närmaste större samhälle är Sheffield, 19,4 km söder om Silkstone. I omgivningarna runt Silkstone växer i huvudsak blandskog.